# Hylaeus cuscoanus
Hylaeus cuscoanus är en biart som först beskrevs av Embrik Strand 1911.  Hylaeus cuscoanus ingår i släktet citronbin, och familjen korttungebin. Inga underarter finns listade i Catalogue of Life.